# Loyada

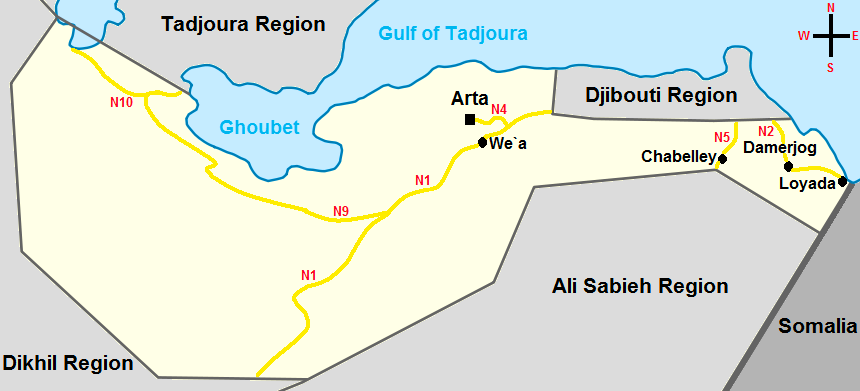

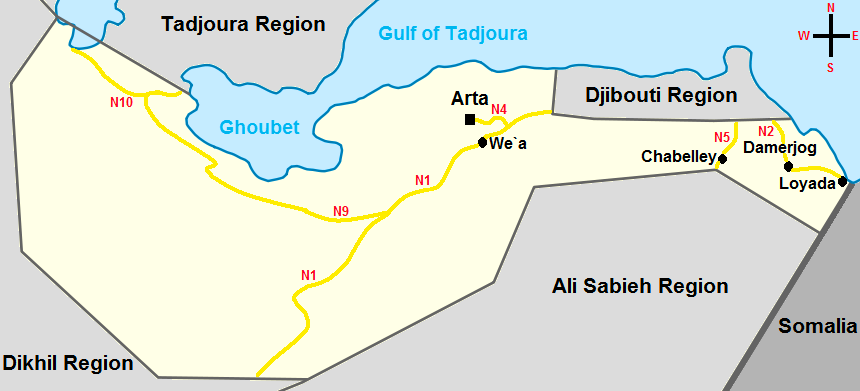

Loyada är en ort i regionen Arta i den östafrikanska staten Djibouti, på gränsen till Somalia. Loyada har närmare 1 650 invånare.